# 阿克倫 (印地安納州)
阿克倫（英語：Akron）是一個位於美國印地安納州富爾頓縣的城鎮。

## 人口
根據2010年美國人口普查的數據，阿克倫的面積為1.18平方千米，當中陸地面積為1.18平方千米，而水域面積為0.00平方千米。當地共有人口1,167人，而人口密度為每平方千米989人。